# 长柄紫果槭
长柄紫果槭（学名：Acer cordatum var. subtrinervium）为槭树科槭属下的一个变种。

## 扩展阅读
- 維基物種上的相關：长柄紫果槭